# TI-85
TI-85是一款由德州仪器于1992年发行的第二款图形计算器（第一为TI-81)，其使用了和下一代TI-86相同的Zilog Z80 微处理器。 
TI-85被设计用于工程领域，并允许通过连接端口连接至电脑以传输数据。
目前TI-85已停产。

## 技术信息
- CPU: Zilog Z80 CPU,[1] 6 MHz
- RAM: 32 KB, (28 KB 使用者可用)
- ROM: 128 KB 不可升级
- 屏幕
  - 文字: 21×8 字符
  - 图形: 128×64 像素
- 连接端口: 2.5 mm I/O port
- 电源: 4×AAA, 1×CR1616 or CR1620
- 编程语言: TI-BASIC, Z80 匯編語言

## 脚注
1. ↑  Campbell, Robert. . UMBC. 2001  [2015-09-12]. （原始内容存档于2016-08-17）.